# Costumbre

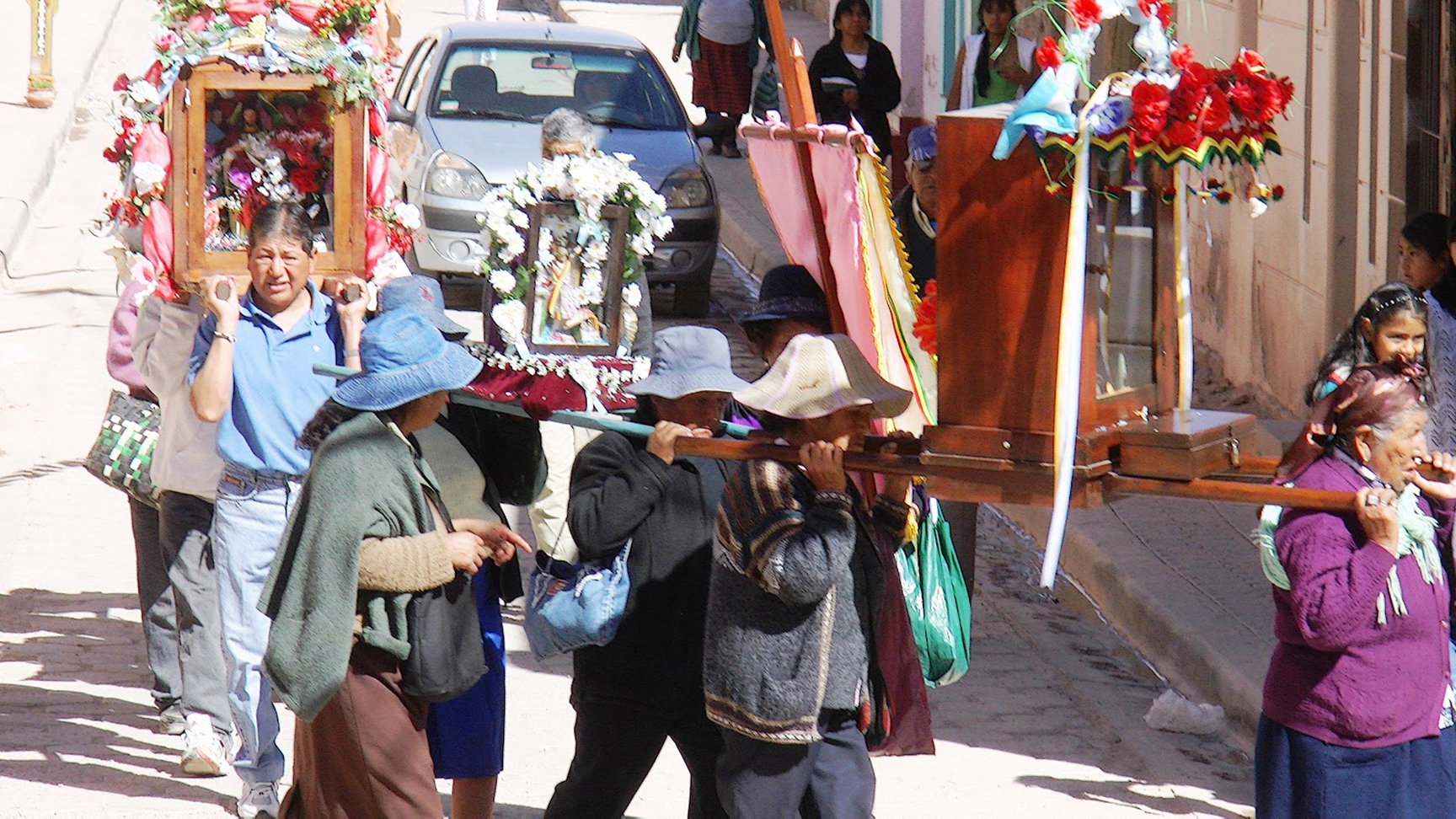
Misachico, costumbre típica del Noroeste argentino.

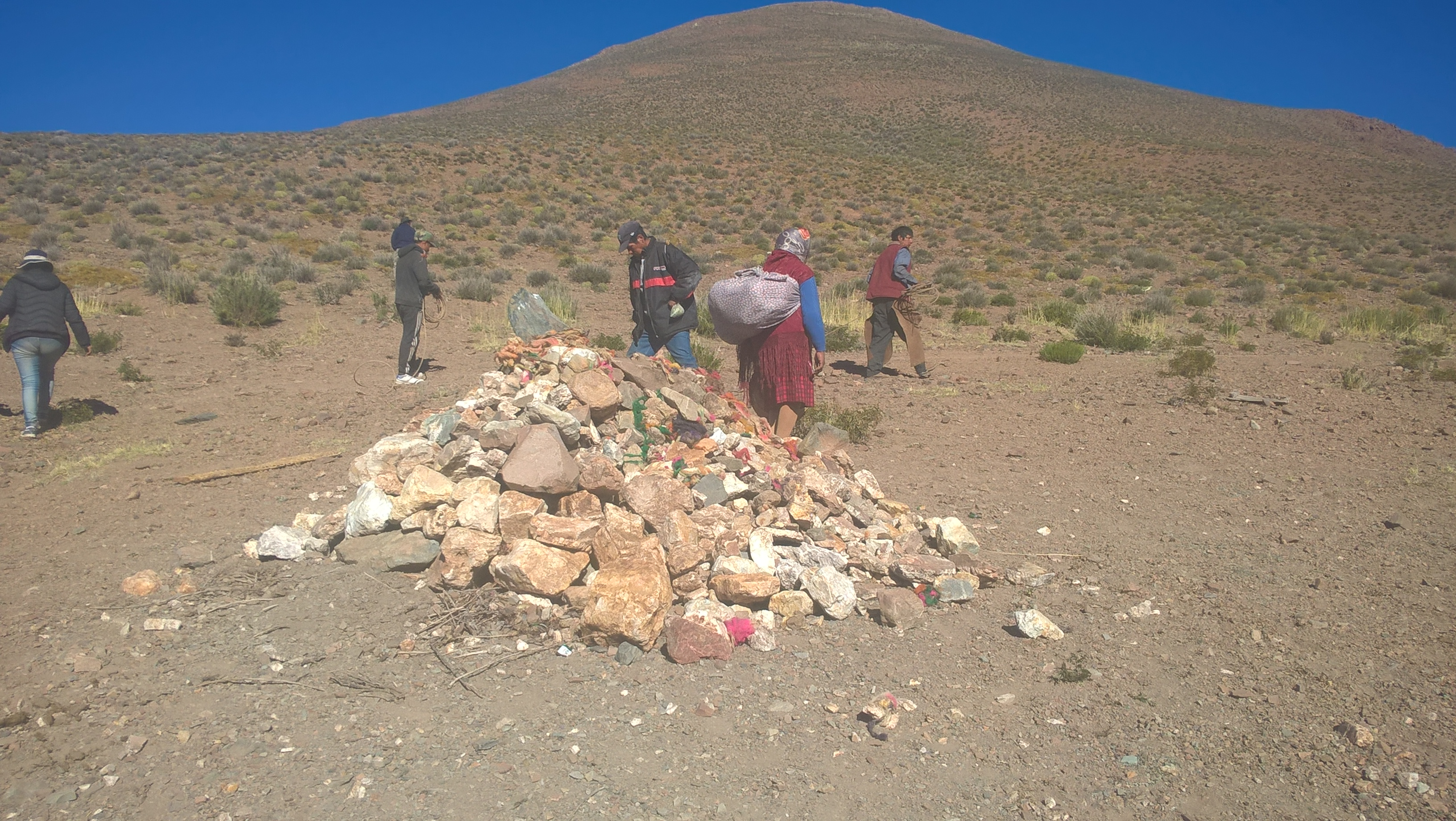
Mojón, montículo de piedras que representan al ganado ovino. La Encrucijada. Salta

Costumbre es un hábito o tendencia adquirida por la  práctica frecuente de un acto. Las costumbres de la vida cotidiana son distintas en cada grupo social conformando su idiosincrasia distintiva, que, en el caso de grupos definidos localmente, conforman un determinado carácter nacional, regional o comercial.
Las costumbres son formas de comportamiento particular que asume toda una comunidad y que la distinguen de otras comunidades; como sus danzas, fiestas, comidas, idioma o artesanía.
Estas costumbres se van transmitiendo de una generación a otra, ya sea en forma de tradición oral o representativa, como instituciones o bien en forma de reglas no escritas. Con el tiempo, estas costumbres se convierten en tradiciones.
Generalmente se distingue entre las que cuentan con aprobación social (buenas costumbres), y las consideradas "malas costumbres", que son relativamente comunes y asociadas a los vicios, pero que no cuentan con la aprobación social, y suelen promulgarse leyes para tratar de modificar las costumbres.

## Origen etimológico
La palabra griega ethos (ἔθος) y la latina mores designan el mismo concepto. De la primera derivan términos como "ética" y "etología" y de la segunda "moral".
O tempora, o mores ("¡oh tiempos, oh costumbres!") es un tópico literario que proviene de las Catilinarias de Cicerón, para referirse a la corrupción de las costumbres de su tiempo.
La palabra costumbre deriva del latín consuetudo, que ya era usada en el derecho romano, y deriva del verbo que significa "tomar globalmente el hábito o la práctica de algo".
Entre los sinónimos de costumbre se puede encontrar: hábito, tradición, rutina, usanza.

## La costumbre como algo impuesto desde el exterior
Para Aristóteles los hábitos correspondientes son principalmente algo atinente a la voluntad y algo  moral ya que la virtud es el conjunto de hábitos voluntarios buenos en cambio el vicio se debe al conjunto de voluntarios malos hábitos.
David Hume considera que la costumbre es equiparable al hábito sin embargo a diferencia de Aristóteles quien considera que la costumbre se debe a la moral, Hume considera que las costumbres  se originan en repeticiones que sirven para explicar "nuestras" creencias en la existencia del mundo exterior o en las relaciones causales. Así es que, según Hume, las costumbres sirven para explicar al mundo.

## La costumbre como fuente del derecho
Costumbre en Derecho es:

"la forma de actuar uniforme y sin interrupciones que, por un largo período de tiempo, adoptan los miembros de una comunidad, con la creencia de que dicha forma de actuar responde a una necesidad jurídica, y es obligatoria"

Lo cual está formada por los valores universalmente aceptados, y también la moral, siendo esta última particularmente aceptada con sus respectivos cambios en el tiempo y lugar, por determinados grupos sociales. 
Usualmente las leyes son codificadas de manera que concuerden con las costumbres de las sociedades que rigen y, en defecto de ley, la costumbre puede constituir una fuente del derecho. Sin embargo, en algunos territorios, como los españoles de derecho foral (Navarra), y otros países, la costumbre es fuente de derecho primaria y como tal se aplica antes (o a la vez) que la ley.
En el Derecho penal no funciona la costumbre como una norma porque se abarca más a las Leyes, en donde las costumbres no pueden ser contrarias a la ley es válida y puede ser alegada, y en tal caso se debe probar conforme lo dispone el código general del proceso:

"Los usos y costumbres aplicables conforme a la ley sustancial deberán acreditarse con documentos"
Art. 178

### Costumbre en el derecho internacional
En Derecho internacional, la costumbre es una práctica generalizada y repetitiva de los Estados y de otros sujetos de derecho internacional, aceptada como norma y obligatoria a través de lo denominado como expectativa de derecho. Tiene tanta validez como los tratados internacionales, y no existe ninguna prelación de fuentes entre ellas.
No obstante, hay que tener en cuenta los hechos que llevan a una práctica general y uniforme a ser considerada derecho por los sujetos del Derecho internacional. Para que cristalice la opinio iuris o elemento subjetivo, resultan de vital importancia las acciones u omisiones que realizan Estados que son significativos de la comunidad internacional. 

## La costumbre en sociología y antropología
En sociología y antropología se estudian los "usos y costumbres" (José Ortega y Gasset), que son componentes de la cultura en los sistemas de acción, como adaptación instrumental y, por tanto, parte de la estructura social en el funcionalismo. También es asimilable por similitud con conductas en psicología social y en la teoría sistémica. Como componente de nuevas leyes impuestas a una comunidad, es la resistencia popular más importante contra el cambio.